# Charlie DecaVita
Charlie Ida DecaVita, född 24 september 1982 i Nyköpings östra församling, är en svensk dansare som undervisar, tävlar och uppträder professionellt i Lindy Hop och andra swingdanser.

## Biografi
Charlie DecaVita har dansat Lindy Hop sedan 2001. Hon har deltagit och vunnit topplaceringar i flera svenska och internationella tävlingssammanhang sedan 2008, bland annat Camp Jitterbug 2016, Montreal Swing Riot 2015, Nevermore Jazz Ball 2012 och Stockholm Open 2009.
Hon har undervisat och uppträtt tillsammans med sin danspartner Rebecka DecaVita sedan 2006.
Charlie DecaVita är baserad i Stockholm, men undervisar och tävlar över hela världen.